# Стів Рейлсбек
Стів Рейлсбек (англ. Steve Railsback; 16 листопада 1945) — американський актор.

## Біографія
Стів Рейлсбек народився 16 листопада 1945 року в Далласі штат Техас. Акторською грою Стів зацікавився в сім років, після того як зіграв в постановці «Попелюшка» на сцені місцевого театру. Після закінчення школи знайшов роботу продавця взуття, яка дозволила йому накопичити грошей і переїхати в Нью-Йорк. Ставши студентом акторської студії Лі Страсберга, Стів Рейлсбек почав з'являтися на театральній сцені і набув певної популярності в театральних колах.
Стів Рейлсбек в кінематографі з 1972 року зігравши роль Джеймса Вайса у фільмі «Відвідувачі». У 1976 році успішно зіграв у телефільмі «Погром в Голлівуді» відомого Чарльза Менсона, і став відомий широкій публіці. У 1979 році виконав роль Роберта Лі Прівітта в мінісеріалі «Звідси у вічність». У 1980 році Стів разом з Пітером О'Тулом і Барбарою Герші з'явився в популярній стрічці «Трюкач». За чудово виконану роль Рейлсбек був номінований на отримання кінопремії «Золотий глобус».

## Фільмографія
| Рік       |    | Українська назва                           | Оригінальна назва                 | Роль                       |
| --------- | -- | ------------------------------------------ | --------------------------------- | -------------------------- |
| 1972      | ф  | Гості                                      | The Visitors                      | Майк Нікерсон              |
| 1976      | тф | Хелтер Скелтер                             | Helter Skelter                    | Чарльз Менсон              |
| 1976      | тф | Чарлі Сірінго                              | Charlie Siringo                   | Чарлі Сірінго              |
| 1980      | ф  | Трюкач                                     | The Stunt Man                     | Камерон                    |
| 1982      | ф  | Смертельні ігри                            | Deadly Games                      | Біллі Оуенс                |
| 1985      | с  | Автостопщик                                | The Hitchhiker                    | Майкі                      |
| 1986      | с  | Зона сутінків                              | The Twilight Zone                 | Джонні Девіс               |
| 1985      | ф  | Життєва сила                               | Lifeforce                         | полковник Том Карлсен      |
| 1986      | ф  | Озброєний і небезпечний                    | Armed and Dangerous               | Ковбой                     |
| 1986      | в  | Вітер                                      | The Wind                          | Кеснер                     |
| 1989      | тф | Забуті                                     | The Forgotten                     | лейтенант Джессі Брейді    |
| 1990      | тф | Хороший поліцейський, поганий поліцейський | Good Cops, Bad Cops               | Джиммі Доннеллі            |
| 1991      | с  | Молоді наїзники                            | The Young Riders                  |                            |
| 1991      | ф  | Ножиці                                     | Scissors                          | Алекс Морган / Коул Морган |
| 1991      | ф  | Алігатор 2                                 | Alligator II: The Mutation        | Вінсент Браун              |
| 1992      | тф | Сонячний удар                              | Sunstroke                         | Біггс                      |
| 1993      | тф | Облігації любові                           | Bonds of Love                     | Кен Сміт                   |
| 1993      | в  | Власна війна                               | Private Wars                      | Джек Менніган              |
| 1993      | ф  | На лінії вогню                             | In the Line of Fire               | агент Девід Коппінгер      |
| 1993      | ф  | Дівчина з календаря                        | Calendar Girl                     | батько Роя                 |
| 1994      | ф  | Врятуйте мене                              | Save Me                           | Роббінс                    |
| 1994      | в  | Останній виліт                             | Final Mission                     | полковник Глен Андерсон    |
| 1994      | тф | Розділені вбивством                        | Separated by Murder               | Джессі Діксон              |
| 1994      | с  | Цілком таємно                              | The X Files                       | Дуейн Беррі                |
| 1995      | с  | Вокер, техаський рейнджер                  | Walker, Texas Ranger              | Джеррі Лі Старк            |
| 1996      | ф  | Не називай мене маленькою                  | Barb Wire                         | полковник Прайзер          |
| 1997      | тф | Невловимий                                 | Vanishing Point                   | сержант Пестон             |
| 1997—1998 | с  | Візитер                                    | The Visitor                       | полковник Джеймс Вайс      |
| 1999      | ф  | Я та Вілл                                  | Me and Will                       | Роб                        |
| 2000      | с  | Усі жінки — відьми                         | Charmed                           | Літвак                     |
| 2001      | ф  | Зігз                                       | Zigs                              | Чарлі                      |
| 2001      | с  | Практика                                   | The Practice                      | Волтер Доусон              |
| 2002      | с  | Сімейне право                              | Family Law                        | Гері Перес                 |
| 2002      | с  | Східний парк                               | The District                      | Чарльз Ренсон              |
| 2003      | ф  | Фатальна знахідка                          | The Box                           | Джейк Рагна                |
| 2003      | в  | Попутник 2                                 | The Hitcher II: I've Been Waiting | поліцейський               |
| 2004      | с  | Оперативник                                | The Handler                       | Гарлі Еймес                |
| 2005      | с  | Коджак                                     | Kojak                             | Едвард Сейвер              |
| 2005      | с  | Надприродне                                | Supernatural                      | Джозеф Велч                |
| 2005      | ф  | Вигнані дияволом                           | The Devil's Rejects               | шериф Кен Дваєр            |
| 2008      | ф  | Мутанти: Двадцять третє століття           | Plaguers                          | Тарвел                     |
| 2009      | ф  | Слідувати за пророком                      | Follow the Prophet                | Сенатор Стентон            |
| 2010      | с  | Менталіст                                  | The Mentalist                     | Кіттел                     |
| 2012      | с  | Фатальні красуні                           | Femme Fatales                     | доктор Деніел Дарє         |